# 秋月康夫
秋月 康夫（あきづき やすお、1902年8月23日 - 1984年7月11日）は、日本の数学者。京都大学名誉教授。
自身の研究室から2人のフィールズ賞受賞者（広中平祐、森重文）を輩出している。

## 人物
和歌山県出身。旧制大阪府立天王寺中学校四年修了、旧制第三高等学校卒業。1926年京都帝国大学理学部数学科卒業。第三高等学校教授を経て、1948年京都大学教授。退官後、1951年から東京教育大学教授を兼ね、京都大学数理解析研究所の設立に尽力。1967年群馬大学学長。
日本数学会理事を務め、専門の代数幾何学を研究し数学教育にも力を入れた。1984年7月11日死去。81歳。

## 業績
ヴォルフガング・クルル、オスカー・ザリスキ、永田雅宜に並び、可換環論の初期の基本的かつ重要な仕事をしたことで有名である。特に有名なのはアルティン環はネーター環であることを示したことであろう（1935）。
また一年の苦闘の末彼が得た、整閉包が有限加群とならないネーター整域の例はその後多くの反例の手本となった。
デデキント環に関するクルル-秋月の定理にもその名を残す。

## 栄典
- 1929年（昭和4年）6月1日 - 従七位[6]
- 1934年（昭和9年）3月15日 - 従六位[7]
- 1939年（昭和14年）6月15日 - 従五位[8]
- 1940年（昭和15年）11月10日 - 紀元二千六百年祝典記念章[9]
- 1941年（昭和16年）8月9日 - 勲六等瑞宝章[10]
- 1973年（昭和48年）11月3日 - 勲二等旭日重光章[11]
- 1984年（昭和59年）7月11日 - 正四位[12]

## 著書

### 単著
- 『数学：教養課程』裳華房、1952年。
- 『調和積分論』岩波書店〈現代数学 16a, 16b〉、1955年。
- 『輓近代数学の展望』ダイヤモンド社、1970年、全国書誌番号:69004778[13]。のち改版、筑摩書房〈ちくま学芸文庫 (ア-29-1)〉2009年、ISBN 9784480092540。
- 『現代数学概観』筑摩書房〈筑摩市民大学〉1970年、全国書誌番号:69001607[13]
- 『小学校しんさんすう』大日本図書、1974年。改訂版。NCID BA68995943

『中学校新数学』大日本図書、1974年。改訂 (見本版)。NCID BA83810238
- 『数学の窓』学生社〈科学随筆文庫 1〉1978年。
- 『大学数学入門：現代数学への招待』現代数学社〈BASIC数学：別冊〉1980年。

### 共著
- 鈴木通夫『高等代數學』岩波書店〈岩波全書 168,206〉1952年。
- 滝沢精二『射影幾何学』共立出版〈現代数学講座17, 11-B〉1957年。
- 稲垣武、竹之内脩、富田稔、永田雅宜『集合論 . 抽象代数学』〈数学演習講座/ 秋月康夫ほか編11〉共立出版、1957年。
- 楠幸男『Number theory : algebraic geometry and commutative algebra : in honor of Yasuo Akizuki』紀伊国屋書店、1973年。
- 柴田敏男『幾何：高校数学への提唱』紀伊国屋書店、1980年。

### 翻訳
- ギュスタヴ・ショケ（英語版）『初等幾何学』公田蔵（共訳）、岩波書店、1971年。
- ウォーレン・ウィーバー『やさしい確率論 : レイディ・ラック物語』渡辺寿夫（共訳）、河出書房新社〈現代の科学 18〉1969年。
- カート・オット・フリードリックス（英語版）『ピタゴラスからアインシュタインまで』、河出書房新社〈SMSG新数学双書 3〉1970年。